# ФК Петролул Плоешти
Петролул Плоешти (рум. Fotbal Club Petrolul Ploieşti) је румунски фудбалски клуб из Плоештиа, који се тренутно такмичи у Првој лиги Румуније.
Клуб је основан 1952. када је клуб Јувентус Букурешт угашен. Сви играчи и чланови стручног штаба су прешли у Плоешти.

## Трофеји
- Прва лига : 3
  - 1957/58, 1958/59, 1965/66.
- Куп : 2
  - 1962/63, 1994/95.

## Петролул Плоешти у европским такмичењима
| Сезона  | Такмичење                      | Коло          | Земља                                            | Клуб               | Резултат                   | Домаћин | Гост |
| ------- | ------------------------------ | ------------- | ------------------------------------------------ | ------------------ | -------------------------- | ------- | ---- |
| 1958/59 | Куп Шампиона                   | Квалификације | Источна Немачка                                  | Висмут Карл Маркс  | 4:8 (после мајсторице 0:4) | 2:0     | 2:4  |
| 1959/60 | Куп Шампиона                   | Квалификације | Аустрија                                         | Винер              | 1:2                        | 0:0     | 1:2  |
| 1962/63 | Куп сајамских градова          | 1.коло        | Чехословачка                                     | Спартак Брно       | 5:0                        | 4:0     | 1:0  |
|         |                                | Осмина финала | Источна Немачка                                  | Лајпциг XI         | 2:1 (после мајсторице 1:0) | 1:0     | 0:1  |
|         |                                | Четвртфинале  | Мађарска                                         | Ференцварош        | 1:2                        | 0:2     | 1:0  |
| 1963/64 | Куп победника купова у фудбалу | 1.коло        | Турска                                           | Фенербахче         | 2:4                        | 1:0     | 1:4  |
| 1964/65 | Куп победника купова у фудбалу | 1.коло        | Турска                                           | Гозтепе Измир      | 3:1                        | 1:0     | 2:1  |
|         |                                | 2.коло        | Народна Република Бугарска                       | Локомотива Пловдив | 1:2                        | 1:0     | 0:2  |
| 1966/67 | Куп Шампиона                   | 1.коло        | Енглеска                                         | Ливерпул           | 3:5 (после мајсторице 0:2) | 3:1     | 0:2  |
| 1967/68 | Куп сајамских градова          | 1.коло        | Социјалистичка Федеративна Република Југославија | Динамо Загреб      | 2:5                        | 2:0     | 0:5  |
| 1990/91 | УЕФА Куп                       | 1.коло        | Белгија                                          | Андерлехт          | 0:4                        | 0:2     | 0:2  |
| 1995/96 | Куп победника купова у фудбалу | Квалификације | Велс                                             | ФК Рексем          | 1:0                        | 1:0     | 0:0  |
|         |                                | 1.коло        | Аустрија                                         | ФК Рапид Беч       | 1:3                        | 0:0     | 1:3  |